# Evangelische Kirche Dauborn

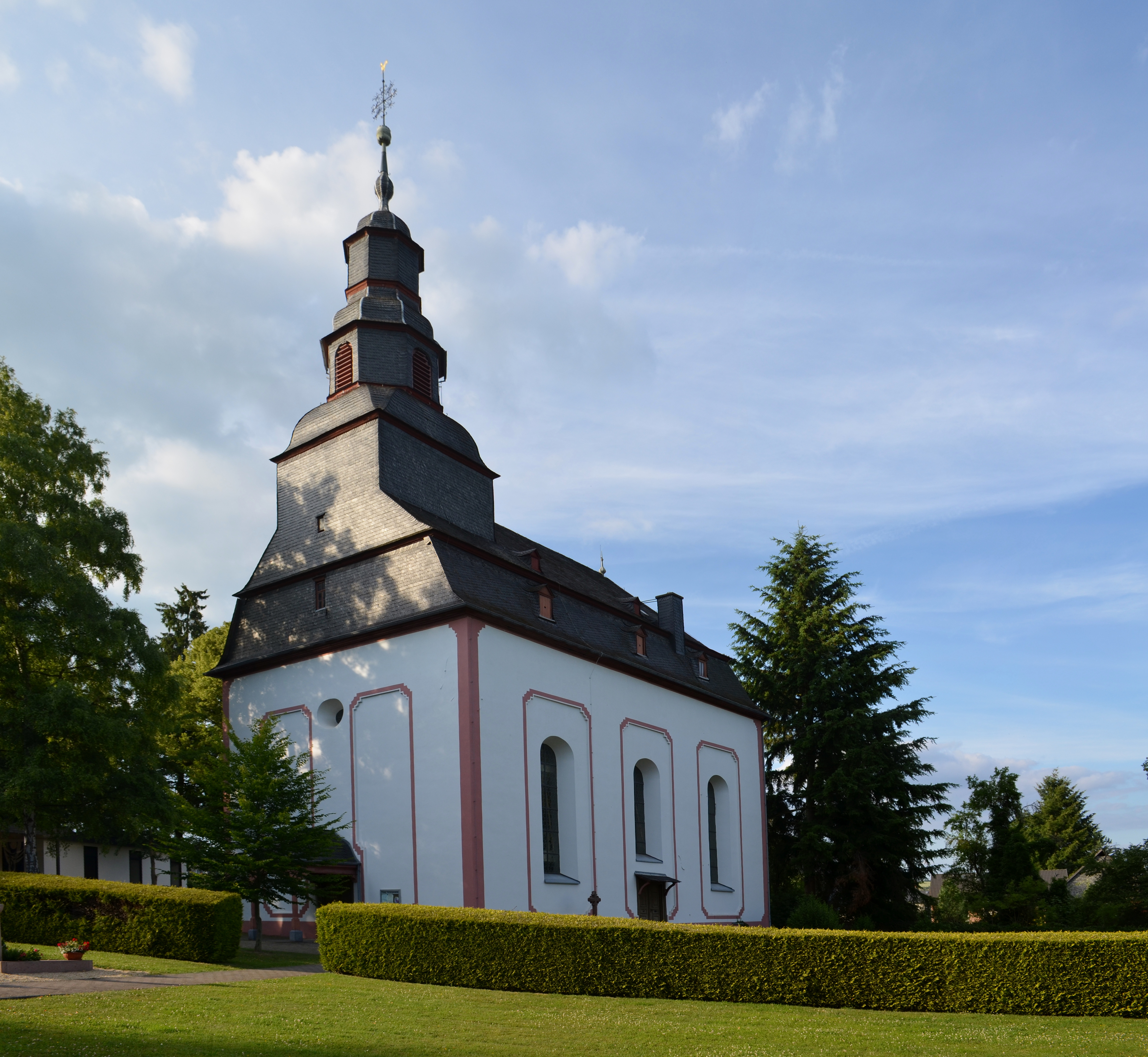
Evangelische Kirche

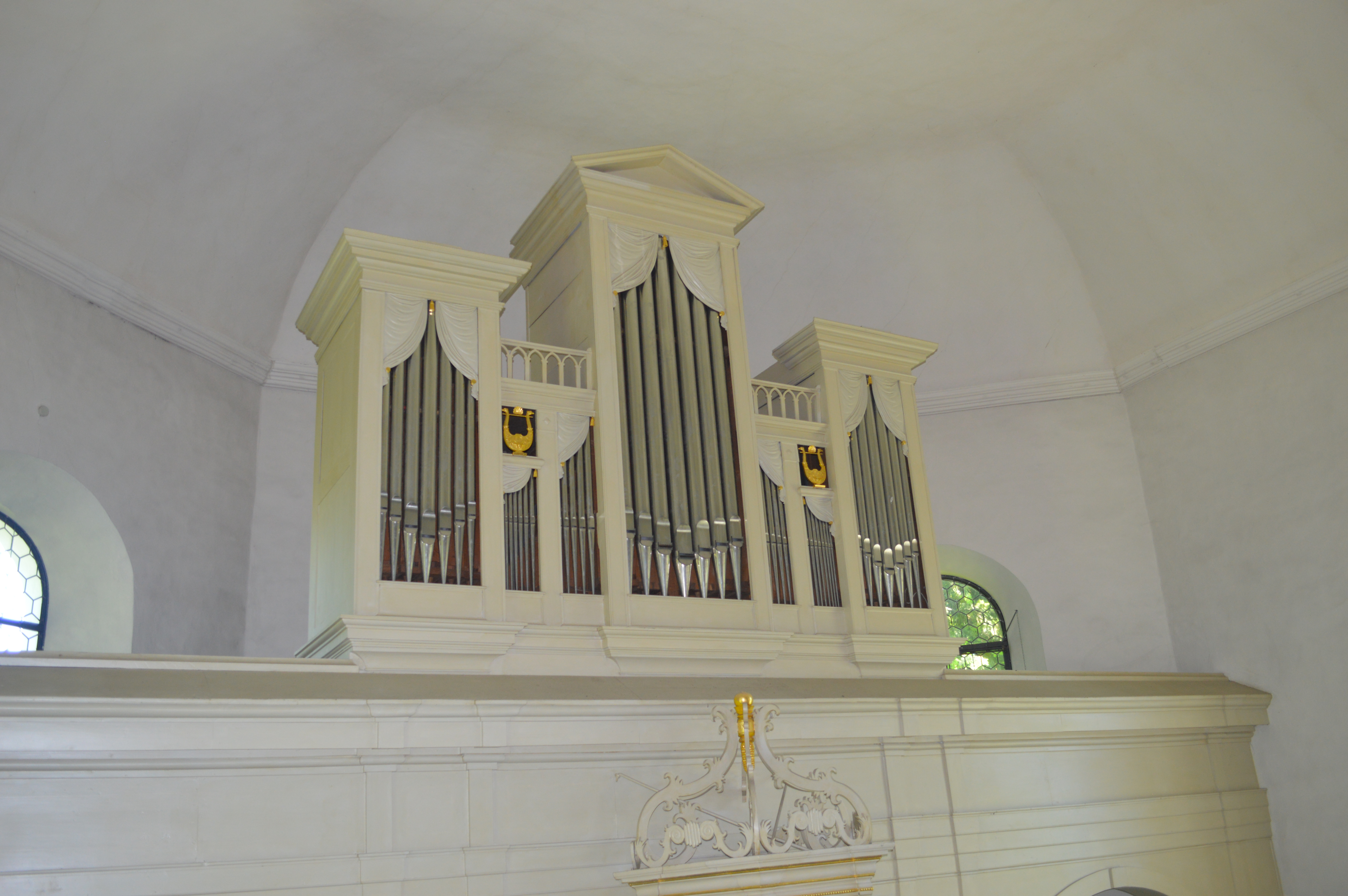
Raßmann-Orgel von 1830

Evangelische Kirche Dauborn ist ein denkmalgeschütztes Kirchengebäude in Dauborn, einem Ortsteil der Gemeinde Hünfelden im Landkreis Limburg-Weilburg (Hessen). Die Kirchengemeinde gehört zum Dekanat an der Lahn in der Propstei Nord-Nassau der Evangelischen Kirche in Hessen und Nassau.
Das Gebäude wurde 1756 als hoher barocker Saalbau mit dreiseitigem Schluss an der Stelle eines im Jahre zuvor abgerissenen Vorgängerbaus errichtet. Das Mansarddach ist mit einem Haubendachreiter bekrönt. Die Wände sind durch eingetiefte Blendfenster gegliedert. Der Innenraum hat eine breitgekehlte Spiegeldecke. Die dreiseitige Emporen, die Kanzel und das Gestühl stammen aus dem Jahre 1756. Die große klassizistische Chorwand mit der Orgel wurde um 1810 gefertigt; die Orgel selbst wurde 1830 von Daniel Raßmann aus Möttau gebaut.

## Geschichte
1260 wird eine Kirche erstmals urkundlich erwähnt. Eine Kirche wurde der Überlieferung nach 1755 abgebrochen, sie wird vermutlich am Platz der heutigen gestanden haben. 1756 erfolgte ein Neubau der Kirche (archivalisch bislang nicht belegt, aber zweimal an den Emporenstützen vermerkt). Diese Kirche gehörte zur reformierten Herrschaft Diez (die umliegenden Kirchen waren lutherisch) und war reformierte Mutterkirche für den Bereich bis Usingen. Es ist ein Saalbau mit dreiseitigem Schluss, Mansardendach und mehrfach abgestuftem Dachreiter. Das Vordach datiert nach 1900.

## Kircheninneres
Es besteht eine Doppelempore, die obere an der Westwand war ursprünglich mit Stehplätzen, die untere ist dreiseitig umlaufend mit Bänken. Die Emporen waren ursprünglich in dunklen Farben (rot, anthrazit) gefasst. Die große Kanzelwand und Orgelempore wurden 1831/1822 mit dem Einbau der Orgel erstellt. Dabei wurde eine Kanzel integriert; beachtenswert ist die Intarsienarbeit im Kanzeldeckel. Ursprünglich war rechts und links der Orgel ein Gitterwerk angebracht (abgebaut 1989). Zwischen 1948 und 1956 wurden verschiedene Schmuckelemente restlos entfernt (7 Vasen auf Orgel und Gitter, Profile und Engel am unteren Korbabschluss der Kanzel). Die Orgel erbaute 1830–1832 Daniel Raßmann aus Möttau mit 1 Manual, Pedal und 13 Registern. Sie wurde 1888 von Heinrich Voigt, Biebrich, geringfügig verändert (entfernt Trompete 8’, Posaune 16’; neu Gambe 8’, Oktavbaß 8’). In mehreren Abschnitten wurde sie 1983–1998 auf den alten Zustand restauriert (Förster und Nicolaus, Lich). 
Der Altar stammt aus dem späten 19. Jahrhundert und ist in Lahnmarmor gefertigt. Aus dem frühen 19. Jahrhundert gibt es Entwürfe für einen einfachen Tisch aus Marmor mit ovaler Platte und säulenförmigem Fuß. Das schwarze Marmorkreuz wurde 1934 beschafft; zuvor ist kein Kreuz dokumentiert. Ein neues Kreuz und Kerzenhalter wurden 1956 erworben, ein weiteres in den 1970er Jahren. Zuletzt wurde die alte Taufschale aus Messing (17. Jahrhundert) wieder in Benutzung genommen. 
Gemäß reformierter Ordnung war die Kirche ursprünglich innen schmucklos, wenn auch in kräftigen Farben gefasst. Nach 1830 erfolgte eine mindestens teilweise Neufassung. 1857 und 1911 wurden Wand- und Deckenflächen mit Ornamenten und Symbolen bemalt. Mit der Beseitigung der Kriegsschäden ging diese Ausmalung verloren und wurde durch zeittypische Farben ersetzt (verschiedene Grautöne). 
Ab 1989 erfolgte eine gründliche Innenrenovierung. Außer notwendigen Sanierungsarbeiten wurden neue Fenster nach alten Formen eingebaut und der Altarraum umgestaltet (Altar niedriger, seitliche Bänke entfernt). Bei der neuen Fassung verzichtete man auf jede Farbigkeit und wählte ein einheitliches Cremeweiß, das einen klassizistischen Zustand der Kirche wiederzugeben beabsichtigt. Der Außenanstrich wurde 1956 nach altem Befund restauriert.

## Kirchenäußeres
Nach der Erbauung war im Laufe von 130 Jahren zweimal Kalkschlämme aufgebracht worden, Grundfarbe weiß mit roten Begleitstreifen an Gesims und Fensterleibung. Vor 1890 wurden mit einem neuen Zementputz die eingetieften Blendfelder um die Fenster aufgeputzt. Eine farbliche Erneuerung erfolgte 1956. Feuchteschäden erforderten mehrfach eine Überarbeitung des Putzes, zuletzt 1997. Das vorgefundene Bild der Kirche wurde beibehalten.
Die Spitze des Kirchturms ziert ein Wetterkreuz mit einem aufgesetzten vergoldeten Hahn. Unterhalb des Wetterkreuzes befindet sich ein stilisiertes Fass. Dieses symbolisiert ein Schnapsfass des weit über die Ortsgrenzen bekannten Dauborner Korns und beinhaltet, einer Legende nach, das ursprüngliche Original-Rezept des Dauborner Korns.

## Glocken

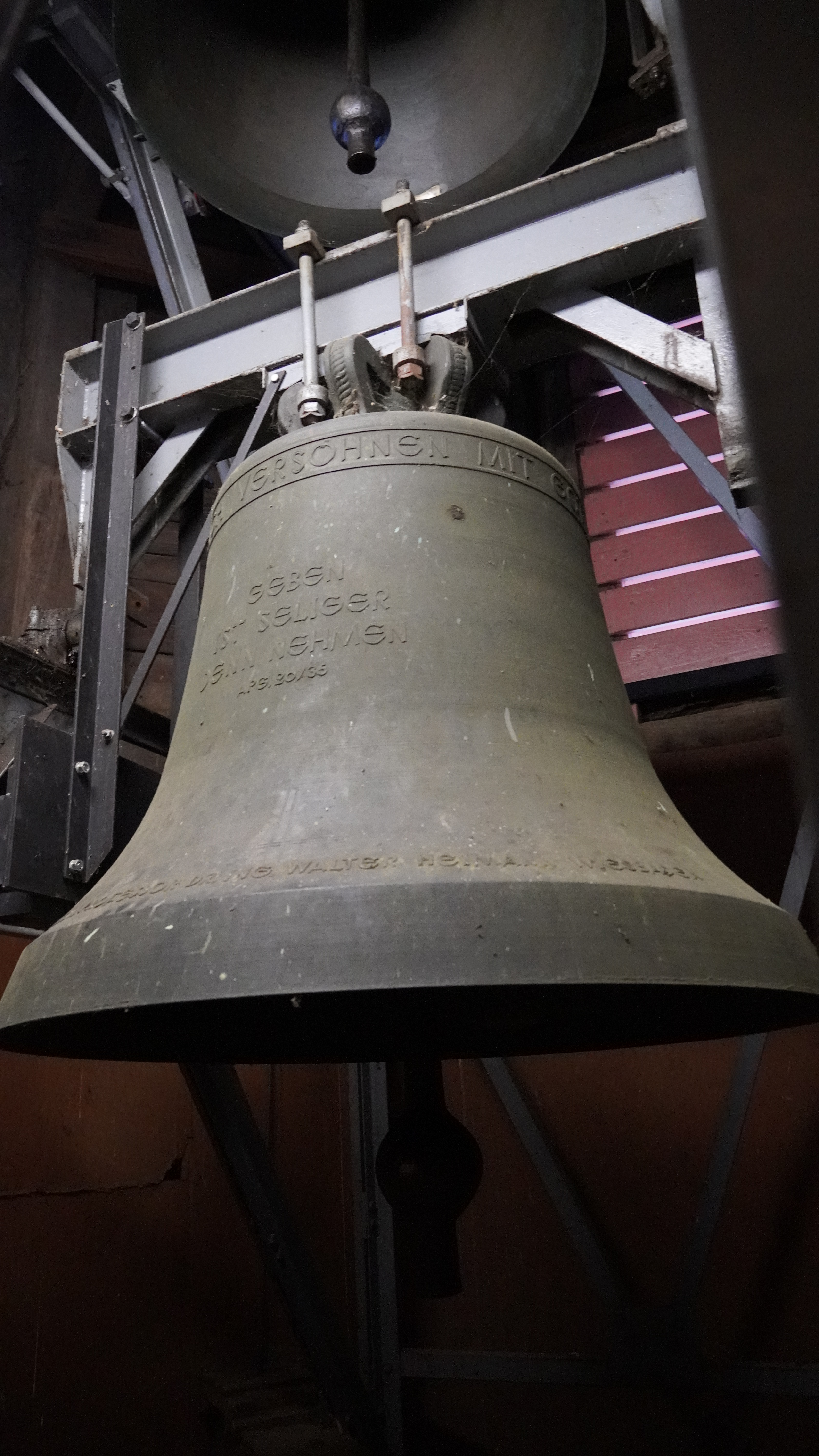

1763 erfolgte der Erwerb von Glocken, vermutlich ist davon eine alte vorhanden. Bis 1917 in Gebrauch waren: b’/h’ 1763 260 kg, Rincker – cs′ (gotisch?). 1920 kam es zum Erwerb von drei Stahlglocken von Rincker: b’ „Luther“ – cs′ „Bismarck“ – es′ „Hindenburg“. 1956 wurden neue Bronzeglocken von Rincker, Sinn, aufgezogen (fis’ gestiftet von Prof. Heimann): fis’ 717 kg – a’ 439 kg – h’ 302 kg – d’ 167,5 kg.

## Umgebung
Vor der Kirche erinnert ein Mahnmal an die Opfer der Weltkriege. An der Kirchenmauer befindet sich das Ehrengrab für Friedrich Wilhelm Fellner. Hinter der Kirche befindet sich der Friedhof des Ortes. Die Friedhofsmauer stammt aus dem 19. Jahrhundert.

## Bilder

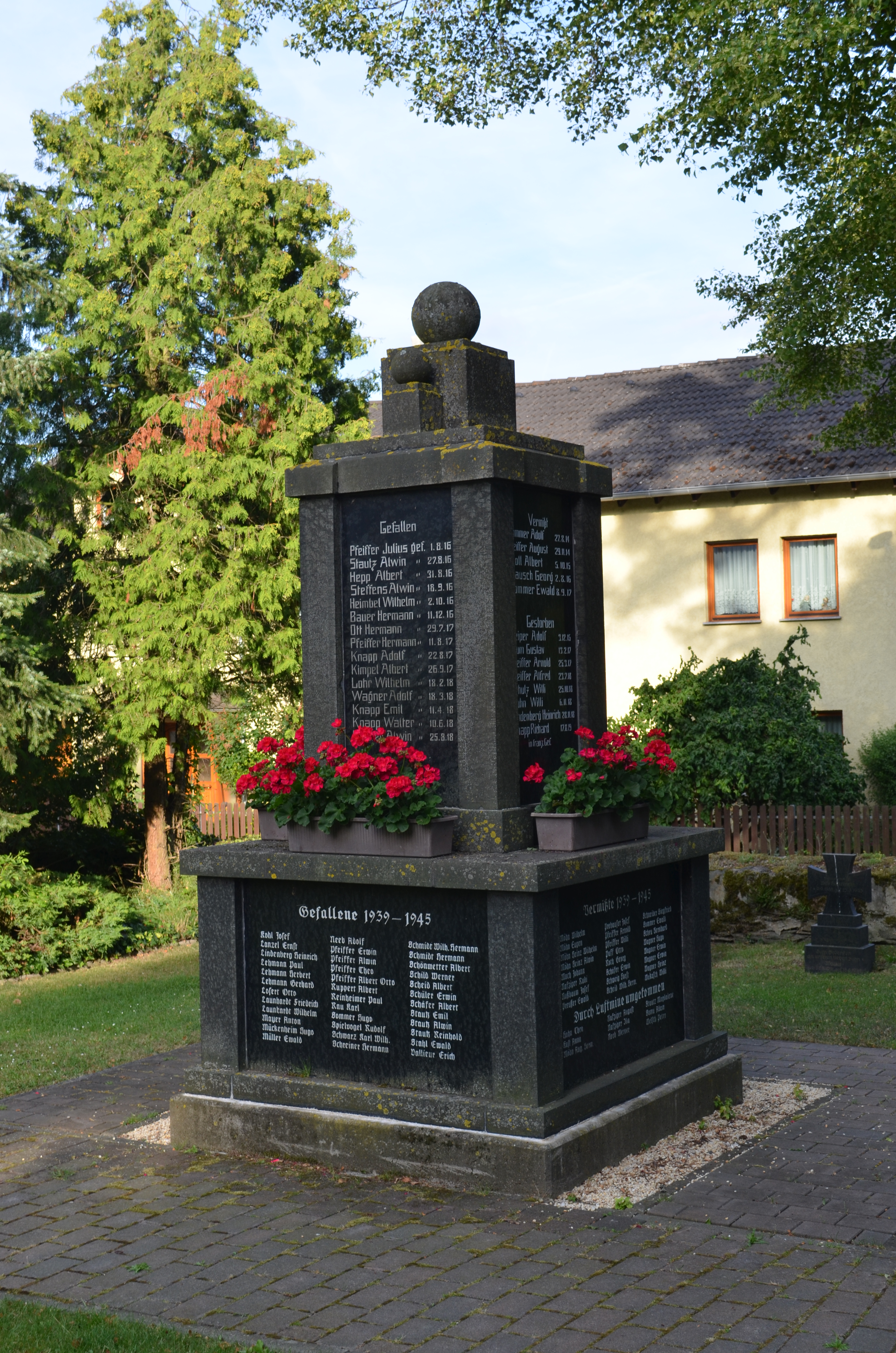
Ehrenmal des 2. Weltkrieges
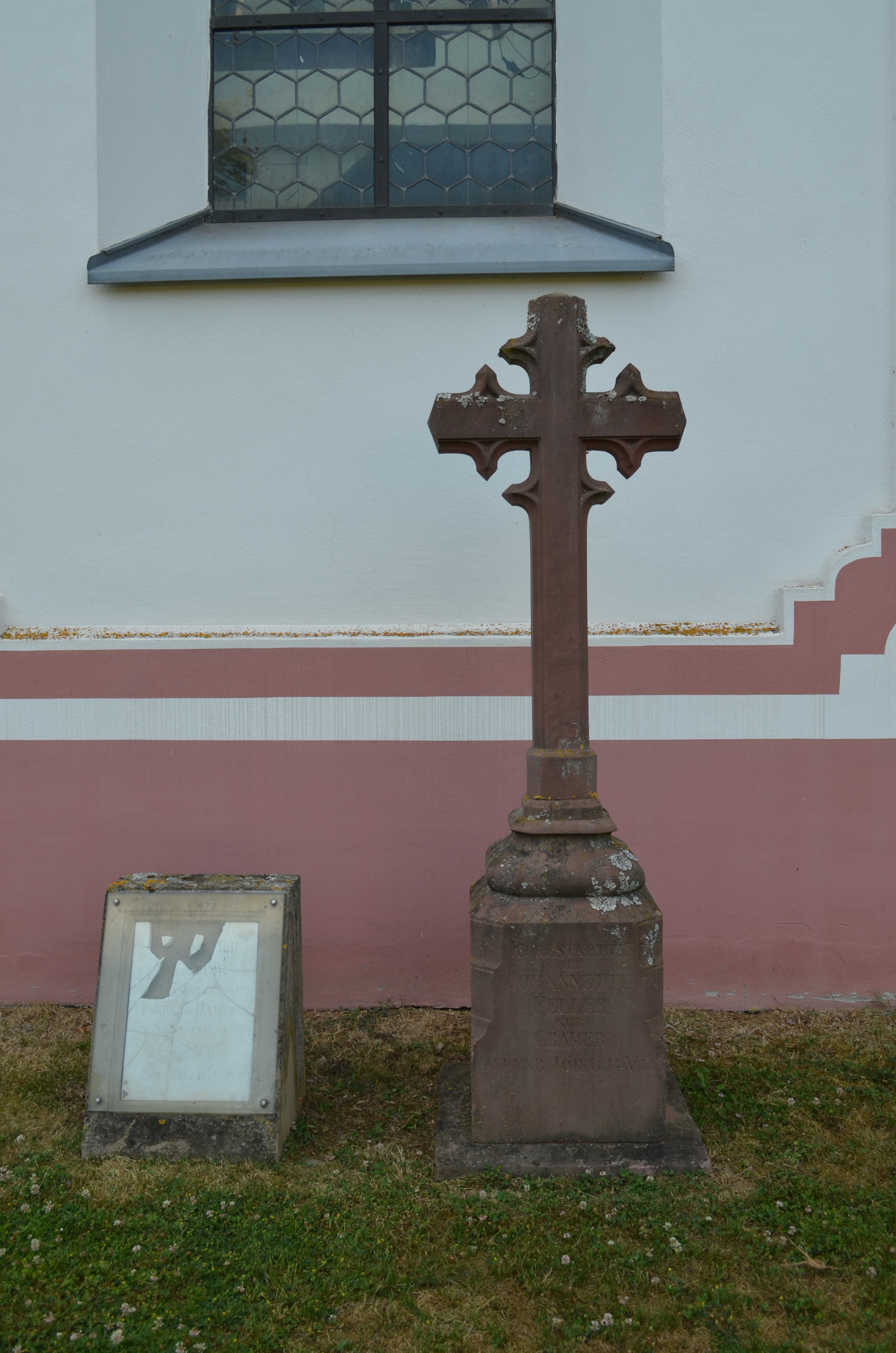
Grabstein des Ehepaars Feller
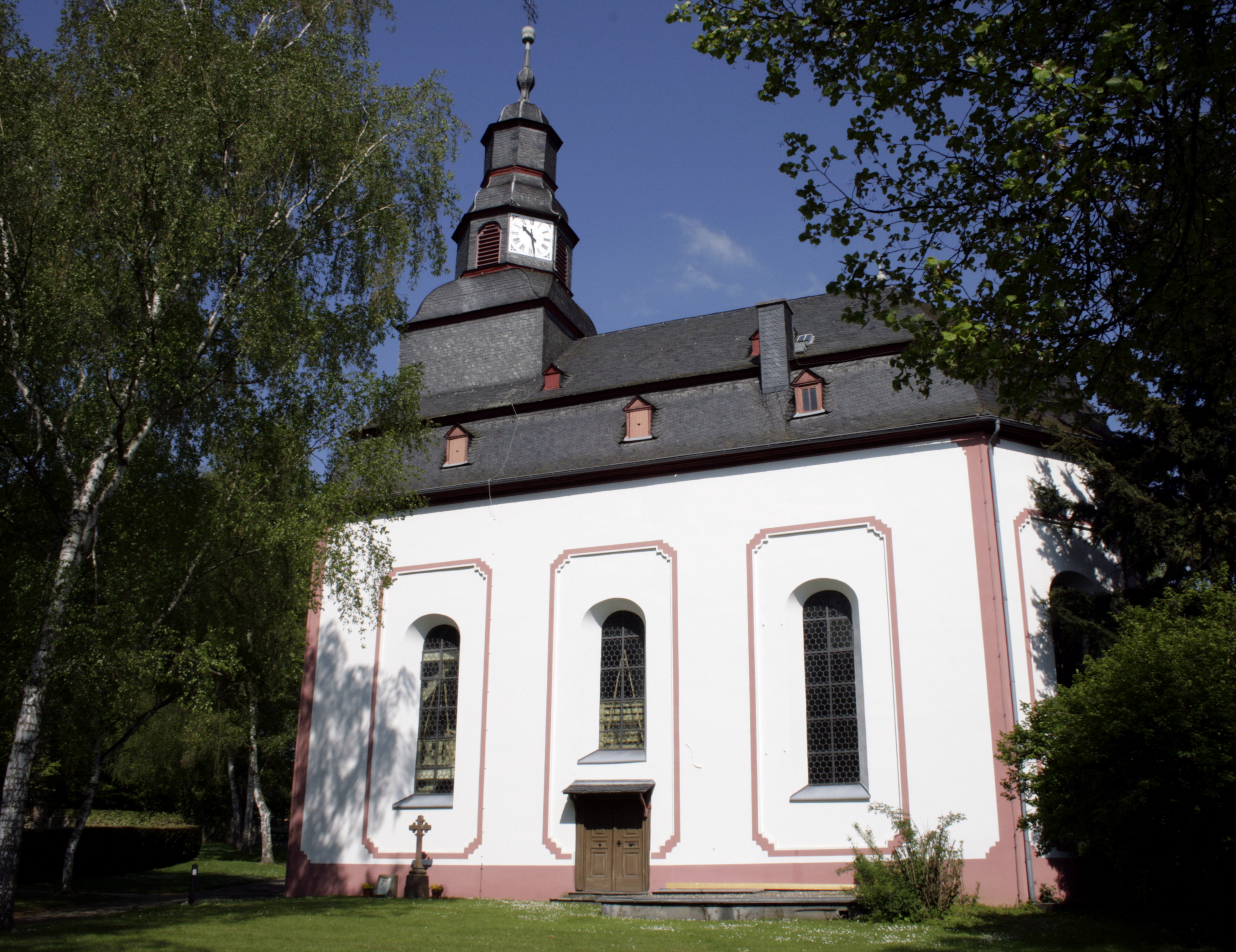
Kirche von der Straße aus